# Jorge Juan y Santacilia
Jorge Juan y Santacilia (Novelda, province d'Alicante, 1713 - Madrid, 1773), autrefois souvent francisé en Georges Juan, était un officier de marine, ingénieur naval, scientifique, espion industriel et diplomate espagnol, l’une des grandes figures des Lumières d’Espagne.
Issu de la petite noblesse levantine, orphelin de père à l’âge de trois ans, il fut pris en charge d’abord par un oncle chanoine à Alicante, qui l’envoya étudier au collège de jésuites, ensuite par un autre oncle, chevalier de l’ordre de Saint-Jean de Jérusalem à Saragosse, qui le fit poursuivre des études supérieures à l’université de cette ville, puis l’envoya dans l’île de Malte, où Juan devint page du grand maître de l’Ordre. Rentré en Espagne, Juan entra en 1730 à l’école des officiers de marine de Cadix et, à l’issue de son cursus (qui avait comporté des cours de mathématiques, d’astronomie, de navigation et de cartographie), participa à plusieurs missions navales.
De retour à terre, il fut désigné, avec son ancien condisciple Ulloa, pour participer à l’expédition géodésique française organisée par l’Académie royale des sciences de Paris, et à ce titre débarqua en Équateur où l’équipe scientifique française se proposait de mesurer le degré d’arc de méridien au niveau de l’équateur, afin d’en inférer la forme de la Terre. Juan resta au Pérou de 1736 à 1744, période durant laquelle les deux jeunes scientifiques espagnols consignèrent leurs observations non seulement scientifiques, mais aussi politiques, sociales et militaires, en plus de découvrir l’élément chimique du platine. En 1745, leur mission scientifique terminée, Ulloa et Juan retournèrent en Espagne, sur deux navires différents, afin de minimiser le danger de perdre le fruit de leurs travaux.
Revenu en Espagne, Juan fut sollicité par le ministre Ensenada de se rendre en Angleterre comme espion politique et industriel. Voyageant incognito, il s’enquit des nouvelles méthodes anglaises de construction navale et des nouvelles technologies d’armement. Bientôt découvert, il dut rentrer en 1750, non sans avoir préalablement débauché plusieurs techniciens anglais spécialisés, invités par lui à travailler pour la Couronne espagnole. Juan fut alors chargé, d’une part, de réformer la construction navale espagnole (ce qu’il fera par la modernisation des chantiers navals et de l’armement, par la rationalisation de la production, et en privilégiant désormais les vaisseaux légers et véloces), et d’autre part, de remodeler la formation des officiers de marine (en offrant aux futurs officiers une solide base scientifique). Il fonda en 1757 l’Observatoire national espagnol à Madrid et fit construire un observatoire à Cadix. Cependant, à la suite de la chute d’Ensenada, plusieurs de ses projets de réforme n’aboutiront pas. En 1767, il se vit confier une importante mission diplomatique au Maroc, et exerça comme directeur du Séminaire des nobles à Madrid de 1770 à sa mort.
Il est l’auteur de plusieurs ouvrages, dont notamment, en collaboration avec Ulloa, les comptes-rendus de ses péripéties et observations (scientifiques et politiques) au Pérou, et surtout, dans ses dernières années, Examen Marítimo, son maître-livre, traité de navigation de haut niveau qui, plusieurs fois traduit, connut une large diffusion en Europe.

## Biographie

### Naissance et origines familiales

#### Lieu de naissance

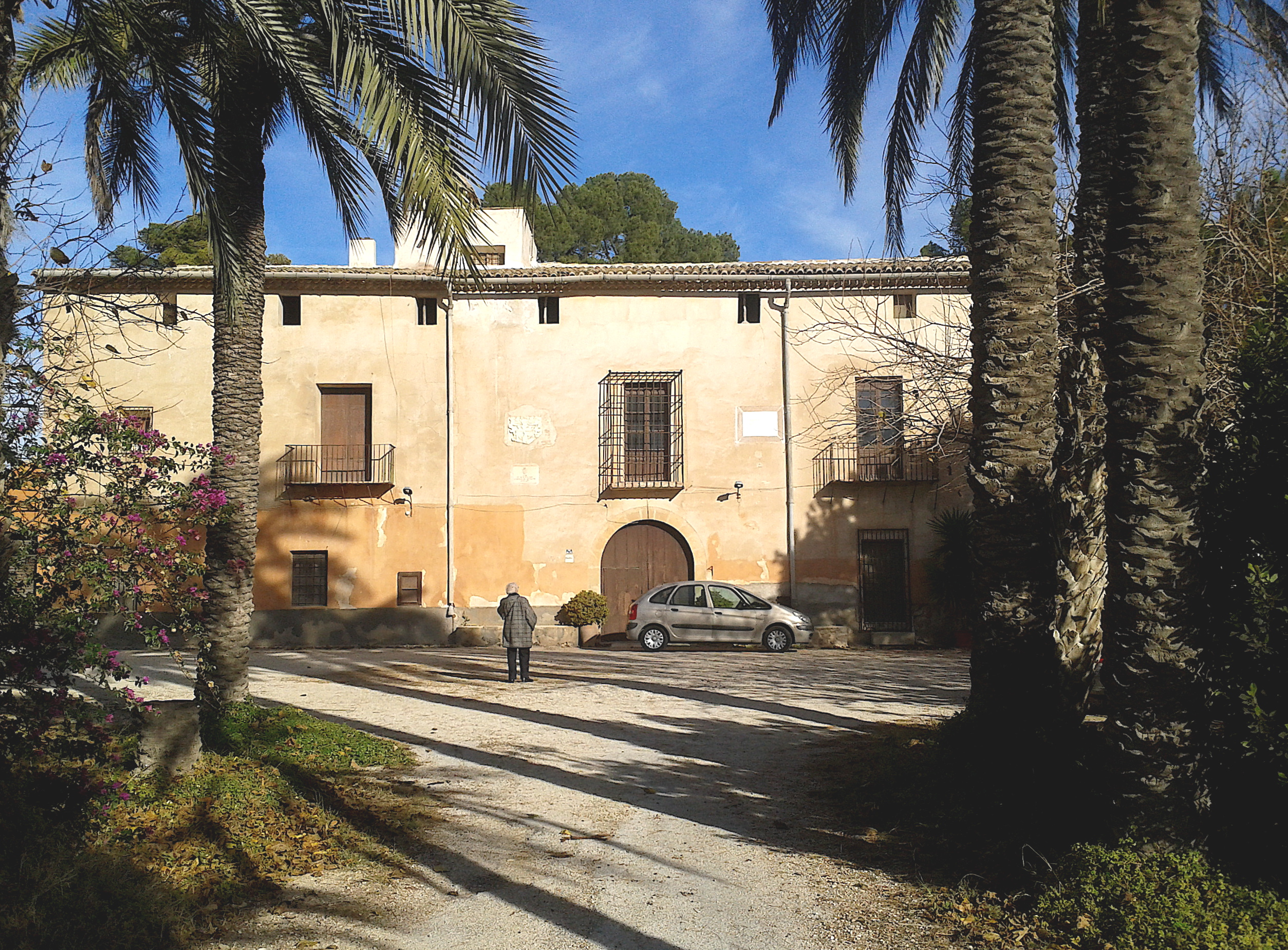
Maison natale de Juan sur le domaine El Hondón (ou El Fondonet) à Novelda, dans la province d'Alicante.

Né le 5 janvier 1713, Jorge Juan avait pour père Bernardo Juan y Canicia et pour mère Violante Santacilia y Soler, issus tous deux de la petite noblesse provinciale d’Alicante. Le 3e centenaire de sa naissance donna lieu à une polémique à propos de son lieu de naissance, polémique où s’affrontaient les municipalités de Novelda et de Monforte del Cid, situées dans la province d’Alicante à peu de kilomètres l’une de l’autre. Il apparaît certain qu’en dépit de sa naissance dans le manoir natal d’El Fondonet (ou El Hondón, en castillan), sis à égale distance des deux localités précitées, mais sur le territoire de Novelda, son baptême eut bien lieu à Monforte. Ce qui a alimenté la polémique est le fait que, d’une part, l’acte de baptême ne mentionne pas le lieu de naissance, et que d’autre part, le seul document écrit officiel où figure son lieu de naissance, à savoir la lettre d’affiliation à l’ordre de Saint-Jean de Jérusalem, mentionne le nom de Monforte, sous la forme de l’énoncé suivant, écrit de la main de Jorge Juan lui-même : « Je suis originaire de l’université de Monforte » (Soy natural de la Universidad de Monforte, le mot universidad étant à prendre ici au sens de conjonction de hameaux et de villages placés sous une même juridiction),,, ; toutefois, un registre familial privé, retrouvé en 1920, où étaient consignés les événements les plus importants survenus dans la famille Juan, atteste de la naissance de Jorge Juan à Novelda. Cette discordance entre lieu de naissance et paroisse de baptême s’explique par une stratégie familiale transmise de parents à enfants et ayant pour seul but d’assurer à ses membres les plus défavorisés (en particulier les puînés, tels que Jorge Juan) une série d’avantages sociaux et économiques, stratégie qu’une note du comte de Lumiares, ami de la famille, expose en ces termes :

« Ce savant espagnol [=Jorge Juan] naquit par hasard à Novelda, où ses parents avaient coutume de passer quelques saisons, mais pour qu’il pût faire valoir des droits sur les dignités et canonicats de l’église collégiale d’Alicante, au cas où il inclinerait vers l’état ecclésiastique, ils l’amenèrent le faire baptiser à Monforte, alors dépendance [« calle »] d’Alicante, attendu que seuls les enfants de celle-ci [=d’Alicante] pouvaient être admis dans les dignités et canonicats de son église »

Le baptême à Monforte était donc un stratagème mis en œuvre par la famille Juan afin de prendre en compte le privilège en vertu duquel les dotations, chapellenies et bénéfices d’Alicante ne devaient être octroyés qu’à des prêtres nés dans cette ville ou dans les localités de son ressort. Il s’agissait donc d’éviter que les puînés venus au monde pendant les fréquents et prolongés séjours de la famille dans le manoir de Novelda ne perdent le droit à de futurs bénéfices ecclésiastiques, nécessaires pour se forger une insouciante position sociale et économique. Pour les aînés en revanche, qui étaient destinés, par les règles du majorat, à hériter les vínculos (biens inaliénables) de la famille et qui donc étaient assurés de leur avenir, rien ne s’opposait à ce que le baptême eût lieu dans la paroisse de naissance, c’est-à-dire à Novelda,.

#### Ascendances et milieu familial

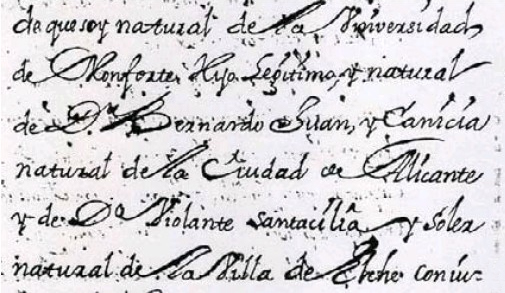
Acte original des Preuves de Noblesse, Vie et Mœurs de Don Jorge Juan y Santacilia.

Le père de Jorge Juan, Bernardo Juan Canicia, membre de la petite noblesse alicantine, avait épousé Violante Santacilia Soler de Cornellá, issue de quelques-uns des lignages les plus nobles et les plus anciens d’Alicante. La famille Juan y Santacilia avait sa résidence habituelle dans un hôtel particulier que les Juan possédaient sur la plaza del Mar à Alicante. Bien que Jorge fût le plus âgé des trois enfants qu’eurent ensemble les époux, sa venue au monde n’équivalait pas à la naissance d’un aîné, puisque les époux, tous deux veuve et veuf avant leur union, avaient eu l’un et l’autre déjà plusieurs enfants d’un précédent mariage ; par conséquent, le nouveau rejeton venait s’ajouter à une famille déjà nombreuse.
La lignée paternelle, remontant aux chevaliers venus aux côtés du roi Jacques Ier à la conquête de Valence, s’enorgueillissait de ses étroits liens de parenté avec les comtes de Peñalba et de quelques ancêtres illustres tels que l’humaniste valencien Honorato Juan, disciple de Jean Louis Vivès à Louvain et précepteur de Philippe II et de son fils don Carlos. La famille appliquait le mode d’héritage historique du majorat comme moyen de perpétuer le nom et de maintenir le statut social acquis. Ainsi, seuls les fils aînés héritaient les biens et domaines inaliénables familiaux, à charge pour eux de les augmenter par l’acquisition de terres, de rentes, de loyers, voire en y incorporant les dots provenant de leur mariage avec des dames de la petite noblesse citadine. Les autres frères, les puînés, gratifiés de possibilités économiques beaucoup plus réduites, optaient pour le célibat volontaire ou renonçaient à former leur propre famille, et se tournaient vers l’Église, l’armée ou les ordres militaires, où nombre d’entre eux réussissaient à se hisser à de hautes positions.
Au XVIIe siècle, les Juan de Vergara, établis à Novelda dans les années précédant de peu l’expulsion des Morisques, et propriétaires d’un vaste domaine composé de bâtiments, de terres et de ressources en eau, surent accroître leur prestige et leur influence au moyen d’une stratégie d’alliances matrimoniales souvent endogames qui en feront les proches parents de quelques-unes des maisons nobles les plus importantes de la société alicantine.
Comme puîné typique, Antonio Juan Pascual del Pobil, grand-oncle de Jorge Juan, emprunta la carrière ecclésiastique, devenant premier bénéficiaire, puis, par appel à candidature et concours, chanoine de la cathédrale de Valence, et obtenant finalement le doyenné du chapitre de la collégiale Saint-Nicolas d’Alicante. Son frère aîné Cipriano Juan Pascual del Pobil, grand-père paternel de Jorge Juan, qui était le continuateur de la branche principale de la famille, hérita la majeure partie du domaine familial et obtint en 1675 son privilège de noblesse. Convolé en secondes noces en 1664 avec sa parente Francisca Canicia, moyennant dispense papale, il devint père d’une fille, Margarita, et de trois garçons appelés Bernardo, Antonio et Cipriano. Sa position aisée lui permit de diviser son domaine en deux biens inaliénables différents qu’il légua aux deux fils aînés, mais en assignant le principal à Bernardo, père de Jorge, de sorte qu’à la mort de Cipriano en 1693, Bernardo Juan Canicia hérita d’un important patrimoine, où se trouvaient inclus le coquet domaine d’El Hondón à Novelda, avec ses plus de 55 hectares de terre, ainsi que l’hôtel particulier de la famille situé plaza del Mar à Alicante. Quant à Cipriano, frère cadet de Bernardo (et donc oncle de Jorge Juan), il obtint en 1686 d’entrer dans l’Ordre militaire de Saint-Jean de Jérusalem ou Ordre de Malte, et touchait à ce titre une pension annuelle de 120 livres. Du reste, Cipriano ne pâtit pas longtemps de son statut de puîné, puisqu’il connut une ascension notable au sein de l’Ordre ; en effet, il détenait les commanderies de Mirambel, de Torrente et de Picaña, fut bailli de Negroponte, receveur de la châtellenie d’Amposta et occupait, au moment de sa mort en 1745, le poste de bailli à Caspe.
Bernardo épousa en 1694 Isabel Ana Pascual del Pobil, qui accoucha de cinq enfants, dont — en raison de la guerre de Succession qui secouait l’Espagne au début du XVIIIe siècle — seules les deux filles aînées vinrent au monde à Alicante, en 1702 et 1703.
Cependant, le séjour à Novelda d’Isabel pendant la guerre de Succession se prolongea jusqu’en juillet 1706, année où les troupes de l’archiduc Charles d’Autriche s’emparèrent de ce bourg, provoquant la fuite d’un grand nombre de familles fidèles au monarque bourbon Philippe V. Pour sa part, Bernardo Juan Canicia, capitaine d’artillerie, quitta Alicante en compagnie de dix membres de sa famille. Novelda resta aux mains des austrophiles de juillet à octobre 1706, date à laquelle le bourg fut repris par les troupes du duc de Berwick. La famille Juan y demeura ensuite, pendant que Bernardo, sous les ordres de Carlos Caro, seigneur de la Romana, participait à diverses opérations militaires contre les Autrichiens qui occupaient Alicante.
En octobre 1709, trois semaines après avoir donné le jour à son fils Cipriano, doña Isabel succomba à la fièvre puerpérale. Bernardo Juan, âgé de 44 ans au moment de son entrée en veuvage, décida un an et demi plus tard de convoler en secondes noces, et jeta, pour des raisons sans doute avant tout de nature économique, son dévolu sur Violante Santacilia, veuve âgée de trente ans avec deux filles à charge, qui apporta à cette deuxième union une appréciable dot de 6 000 ducats, soit 2 000 de plus que la défunte Isabel Ana. Le remariage eut lieu en mai 1711.
Violante Santacilia était la deuxième des quatre filles de Jorge Santacilia Agulló, seigneur d’Asprillas, et de María Soler de Cornellá y Malla, tous deux membres de la plus ancienne noblesse d’Elche. Elle avait contracté en 1704 un premier mariage à Elche avec le gentilhomme Pedro Ybarra Paravicino, noble alicantin de 25 ans son aîné. Le patrimoine de celui-ci était constitué principalement d’un domaine situé dans la huerta d’Alicante, d’une maison sise calle Labradores, et de l’hôtel particulier nommé casa grande de Ybarra, où résidait le couple, vaste demeure comptant neuf portails indépendants, située plaza de las Horcas, et gravement endommagée en 1691 lors du bombardement de la ville par l’escadre française sous les ordres de l’amiral d’Estrées. En août 1705, le ménage Ybarra, demeuré fidèle aux Bourbons, dut chercher refuge à Elche. La ville fut plus tard prise par les troupes austracistes, ce qui provoqua une période de trois mois de chaos dans la cité, jusqu’à sa reprise fin octobre 1706 par le duc de Berwick et le cardinal Belluga. La famille Ybarra, quoique non moins fidèlement pro-bourbonnienne que les Juan, eut en son sein, au grand dépit de Violante, sur son côté maternel quelques membres partisans affirmés de la cause de l’archiduc, qui finirent leur vie en exil ou eurent à souffrir de dures représailles. Après la mort de son mari en juillet 1707, Violante alla se fixer à Elche et y resta jusqu’à son remariage avec le veuf Bernardo Juan en 1711.
Le nouveau couple eut deux enfants en commun : Jorge Gaspar, né à El Hondón en 1713, puis sa sœur Margarita, née à Alicante en 1714. Bernardo cependant mourut en novembre 1715 à Alicante, laissant un ensemble de dispositions testamentaires compliquées, qui ne laisseront d’alimenter les mauvais rapports entre Violante et les Pascual del Pobil, ce dont atteste la série d’actions en justice et de réclamations engagées de part et d’autre pendant trois ans, jusqu’à ce qu’en 1718 Cipriano Juan Canicia, frère cadet de Bernardo, chevalier de l’Ordre de Malte, et tuteur de ses neveu et nièce, parvînt à faire conclure une concorde. À ce moment-là, Violante ne disposait pas encore du considérable patrimoine qu’au fil des ans elle finira par accumuler, et ses enfants ne pouvaient escompter à partir du legs de Bernardo qu’une modique somme d’argent, attendu que la part principale des biens était allée à l’aîné Nicolás, né du premier mariage de Bernardo. On suppose que c’est alors que la mère et l’oncle Cipriano arrêtèrent la trajectoire éducative des orphelins, et en particulier du petit Jorge, puîné sans ressources mais doué d’une intelligence éveillée. L’oncle Cipriano se mit promptement en devoir de lui tracer la voie et d’assurer son avenir du mieux possible, de sorte que vers l’âge de six ou sept ans, Jorge quitta sa mère et retourna à Alicante, pour y fréquenter les cours du collège de jésuites.

### Formation
Devenu donc orphelin de père à trois ans, Juan fit ses premières études au collège de jésuites d’Alicante, sous la tutelle de son oncle don Antonio Juan, chanoine de l’église collégiale de la ville. Peu après, son autre oncle paternel, don Cipriano Juan, chevalier de l’ordre de Saint-Jean de Jérusalem, qui était alors bailli du bourg aragonais de Caspe, se chargea de son instruction et l’envoya à Saragosse pour y suivre un cours de grammaire, qui à cette époque correspondait à un enseignement préparatoire aux études supérieures, puis l’envoya à l’âge de douze ans à Malte où Juan fut présenté de minorité dans l’ordre de Saint-Jean de Jérusalem et devint page du grand maître de l’Ordre, qui était alors le Portugais António Manoel de Vilhena. Son séjour sur l’île, où existait une école navale renommée et très fréquentée par la noblesse européenne, fut décisif pour l’avenir de l’enfant, car c’est là en effet qu’il acquit les solides connaissances nautiques et mathématiques qui étaient les siennes dès avant son entrée à l’école navale de Cadix.
En 1729, retourné en Espagne, il sollicita son inscription dans la Compagnie et Académie de gardes-marines, école navale militaire fondée par Patiño en 1717 à Cadix dans le but de former le futur corps d’officiers de la marine espagnole. Au bout de six mois d’attente, où il assista aux cours comme étudiant libre, Juan put enfin, en 1730, s’inscrire à l’Académie, où se dispensaient des enseignements techniques et scientifiques modernes, dans des matières telles que la géométrie, la trigonométrie, l’observation astronomique, la navigation, le calcul nautique, l’hydrographie, la cartographie, etc. (la science mathématique étant en effet une des matières les plus importantes dans la formation d’un garde-marine au XVIIIe siècle), que venait compléter une formation en humanités avec des cours de dessin, de musique et de danse. Les théories avancées de Newton étaient connues et diffusées dans cette académie, appelée à former des techniciens très qualifiés se destinant à la marine militaire. Juan eut bientôt acquis une réputation d’étudiant doué, à telle enseigne qu’il se vit affublé par ses camarades du surnom d’Euclide. Cadix était une porte ouverte sur l’Europe des Lumières, sur les courants encyclopédistes et sur le commerce avec les Amériques, dans une Espagne dix-huitiémiste en général réfractaire à l’avancée des idées nouvelles. Voltaire lui-même détenait une maison de commerce de vins dans cette ville.

### Expéditions navales et participation à la Mission géodésique française
De 1730 jusqu’à la fin de 1733, Juan participa à plusieurs missions navales, dont la campagne d’Oran en 1732, à bord du vaisseau Castilla, sous le commandement de Juan José Navarro, futur marquis de la Victoria, ou l’escorte navale qui accompagna l’infant don Carlos, futur Charles III d'Espagne, pendant son voyage vers Naples. Juan eut comme général, parmi d’autres maîtres dans l’art de naviguer, le marquis de Mari, son capitaine à l’académie de Cadix, et comme commandants, outre Juan José Navarro, déjà mentionné, le comte de Clavijo et le célèbre don Blas de Lezo. Fin 1733, alors qu’il faisait partie de l’escadre commandée par Blas de Lezo, il fallut le débarquer à Malaga, avec d’autres marins, pour cause de maladie, conséquence d’une alimentation déficiente. Sa santé rétablie, il revint à Cadix pour y poursuivre ses études à l’Académie. Son séjour à Cadix fut cependant de courte durée, car en 1734 il fut désigné, aux côtés d’Antonio de Ulloa y de la Torre-Giralt, pour accompagner l’expédition organisée par l’Académie des sciences de Paris, laquelle expédition, placée sous les ordres de l’astronome Louis Godin, se proposait de séjourner dans la vice-royauté du Pérou, plus exactement dans la Real Audiencia de Quito (actuel Équateur) pour effectuer des mesures géodésiques en vue de mesurer le degré de l’arc de méridien terrestre sur la ligne équatoriale en Amérique du Sud et de déterminer ainsi la forme de la Terre.
Malgré leur jeunesse, les deux Espagnols rejoignirent l’expédition dotés d’une bonne expérience de la mer (Ulloa s’était déjà senti une vocation d’aventurier dès 1730, s’embarquant en effet pour l’Amérique avant même de s’immatriculer à l’Académie navale de Cadix en 1733) et, aux dires de quelques-uns des académiciens présents, avaient une bonne préparation mathématique. Le 26 mai 1735, tous deux appareillèrent de Cadix, Juan sur le navire El Conquistador et Ulloa sur la frégate Incendio. La mission qui leur avait été confiée comprenait non seulement la participation aux travaux de l’expédition, — pour les besoins de laquelle l’on avait fait acquisition à Paris d’une panoplie d’instruments pareille à celle qu’emportaient les Français —, mais aussi la surveillance de possibles actes d’espionnage ou de commerce illicite commis par ceux-ci, ainsi que la détermination de la position géographique et le dressement d’un plan des villes et ports abordés par l’expédition, en plus de la collecte de toute donnée d’intérêt. Ils entamèrent leurs activités dès le voyage d’aller, notamment en étudiant les erreurs du loch et de l’aiguille nautique.

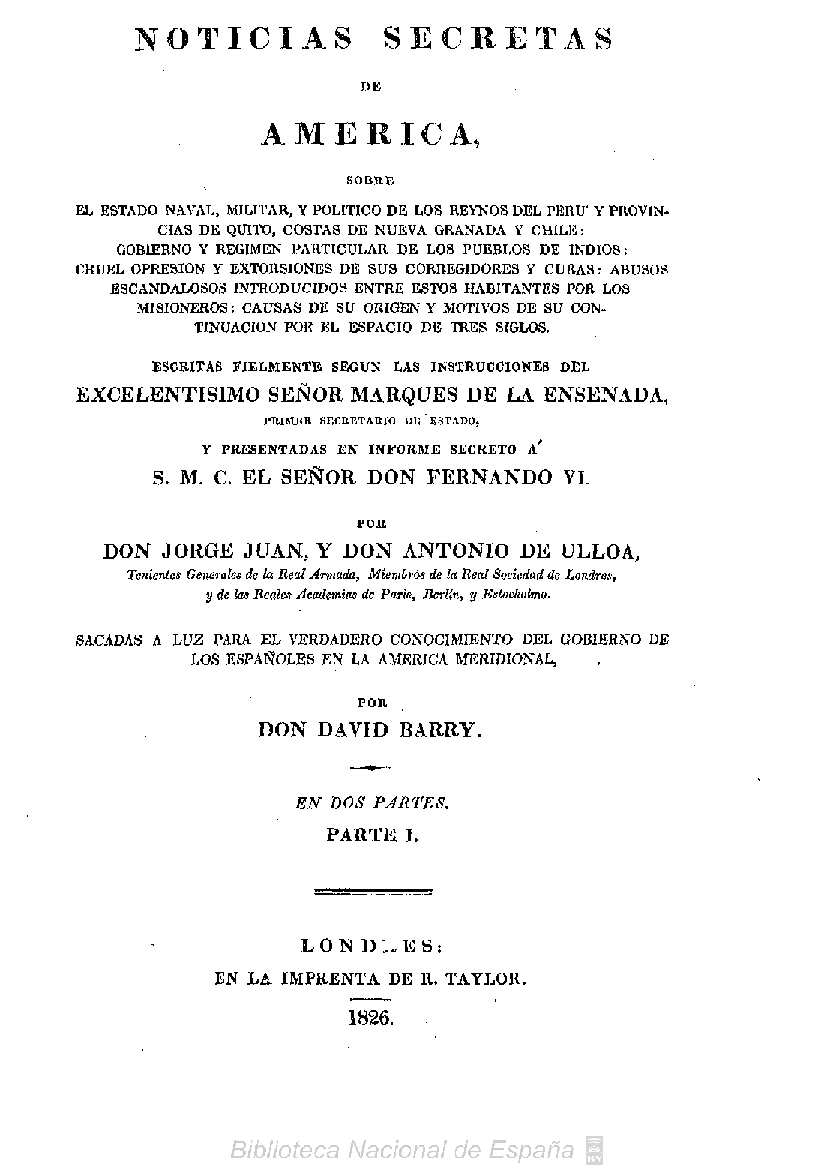
Page de titre de Noticias secretas de América, dans l’édition pirate de David Barry, publiée à Londres en 1826.

Jorge Juan resta dix-neuf ans aux Amériques à étudier ces territoires sur ordre de la Couronne. À son retour, il fut élevé au grade de capitaine de vaisseau par Ferdinand VI. À partir de ce moment, les destinées de Juan et d’Ulloa allaient diverger ; en 1748, ils seront envoyés séparément à l’étranger, chargés chacun de missions d’espionnage scientifique et industriel.
En plus d’un compte rendu de leurs observations scientifiques, Juan et Ulloa rédigèrent un rapport non destiné à la publication et intitulé Noticias secretas de América, portant sur la situation politique, militaire, civile et religieuse des territoires par eux visités. En 1823, le Britannique David Barry sut mettre la main sur une copie du rapport, et le publia à Londres trois ans après. L’ouvrage fut démagogiquement exploité à renforcer la vision négative que l’on cherchait à propager sur la colonisation espagnole en Amérique.

### Mission d’espionnage industriel en Angleterre
Conscient que la marine espagnole commençait à se faire vétuste, le marquis de la Ensenada chargea Juan en 1748 de se rendre, accompagné de deux gardes-marines, en Angleterre comme espion afin de se renseigner sur les nouvelles techniques navales anglaises. Sa mission consistait à s’informer des avancées britanniques en matière de construction navale et de faire parvenir ses renseignements en Espagne, et en outre de recruter des experts des chantiers navals de la Tamise qui seraient disposés à enseigner ces techniques en Espagne. Il était chargé également de recueillir des informations sur le commerce maritime britannique, en particulier sur celui qui s’effectuait à l’abri du navire de permission, qui voguait vers l’Amérique espagnole en vertu d’une concession obtenue par l’Angleterre aux termes du traité d'Utrecht. La mission était ardue, attendu que ces questions se trouvaient sous le sceau du secret, et que l’accès aux arsenaux avait été interdit aux étrangers.
Juan, ayant adopté la fausse identité de Mr. Josues et de Mr. Sublevant, arriva à Londres le 1er mars 1749, et tout au long d’un peu plus d’un an y déploiera une inlassable activité. En moins d’une semaine, il parvint à réaliser ce que l’inexpérimenté ambassadeur d’Espagne n’avait pas réussi à obtenir en plusieurs années. Il alla jusqu’à lier connaissance avec l’amiral George Anson et avec le premier ministre John Russell, 4e duc de Bedford, et partagea ses repas avec eux ; cependant, peu après, ce dernier ordonna à la police de lui faire la chasse comme espion. Ses rapports, expédiés en Espagne au moyen de lettres cryptées, eurent pour effet de rendre Ensenada plus convaincu encore de la nécessité de changer de politique et de concentrer l’effort sur la construction d’une flotte puissante et moderne. Comme lui, Jorge Juan avait eu l’intuition que tôt ou tard la suprématie espagnole sur les mers s’évanouirait au profit de la flotte anglaise, et que sans une transformation de la marine, il n’y aurait plus d’Amérique espagnole. Juan apporta un compte rendu circonstancié de la construction navale britannique, qui en fait apparaissait plus obsolète que celle d’Antonio Gaztañeta alors en cours en Espagne, et de la division moderne du travail qualifié, Juan copiant pièce par pièce les plans de navires, informant ses commanditaires sur les recherches faites sur la cire et sur les premières utilisations des machines à vapeur pour le dragage des ports, parmi d’autres applications préindustrielles.
Sa mission prévoyait aussi de recueillir des renseignements sur les instruments de navigation, notamment sur le chronomètre de marine mis au point par John Harrison, qui se verra octroyer plus tard par le parlement anglais le prix promis à celui capable de résoudre le problème de la détermination de la longitude géographique d’un vaisseau hors de vue de la côte. En Espagne, la consommation de bois était énorme en comparaison de l’efficace système britannique, à quoi s’ajoutait la qualité et la résistance de leurs cordages, voiles, et autres composantes navales, auxquelles du reste Jorge Juan lui-même apportera par la suite ses propres améliorations. D’autre part, il informa sur les projets concrets de la Grande-Bretagne visant à attaquer l’Amérique espagnole.
Cependant, la police britannique eut bientôt vent de l’affaire et quelqu’un de ses contacts fut mis en détention sur ordre du ministre Bedford. Avant de s’échapper, Juan eut à vivre encore mille péripéties et à planifier le voyage pour l’Espagne de dizaines d’importants ingénieurs navals et d’ouvriers qualifiés avec leurs familles, pour aller y travailler pour la Couronne espagnole, après les avoir convaincus que cela ne mettrait pas en péril l’industrie navale britannique. Pour ne pas éveiller de soupçons, ces personnes embauchées par Juan passèrent par Porto ou par des ports de France, puis furent concentrées à Ferrol en Espagne. En juin 1750, il réussit, déguisé en marin, à franchir la Manche incognito sur un navire, le Santa Ana de Santoña, et parvint à Paris, où il séjourna brièvement.

### Développement de l’ingénierie navale en Espagne
À son retour, Juan put constater que travaillaient déjà en Espagne quatre des meilleurs constructeurs anglais, une demi-centaine de techniciens et des dizaines d’ouvriers qualifiés. Protégé par Ensenada, il fut nommé en 1752 directeur de l’Académie des gardes-marines de Cadix, où il achèvera d’expérimenter toutes ses théories sur la construction navale en les étayant mathématiquement. Il supervisait aussi bien l’abattage des arbres que les arsenaux et les chantiers navals, se chargeant personnellement de leur modernisation, en commençant par Carthagène. Les résultats produits par son activité étaient si remarquables que peu d’années après les Anglais à leur tour lui rendirent visite pour étudier ses améliorations.
Durant son séjour à Londres, Juan avait conçu deux projets appelés à avoir une répercussion importante. Le premier aboutit à la création, en annexe de l’Académie de gardes-marines de Cadix, d’un observatoire astronomique doté des meilleurs instruments. Le marquis de la Ensenada avait envisagé que les deux gardes-marines qui avaient accompagné Juan aillent suivre à Londres des études avancées en physique et en astronomie, à l’issue desquelles l’un d’eux serait retourné en Espagne, tandis que l’autre y resterait en tant que tuteur d’un garde-marine suivant ; ainsi serait formée une chaîne ininterrompue, qui aurait permis une formation avancée dans ces matières. Juan en revanche, faisant remarquer au marquis que ni à Londres, ni ailleurs, ne se trouvaient des professeurs aptes à dispenser l’instruction recherchée, lui sollicita une partie des fonds que l’on se disposait à investir dans ce plan, afin qu’il puisse se procurer des ouvrages et des instruments, de sorte à accomplir cette tâche de formation à l’Académie de Cadix. C’est ainsi qu’en 1753, avec le concours du marquis d'Ureña, l’Observatoire royal de la Marine fut établi à San Fernando, non loin de Cadix, dans une tour du château des Gardes-marines, avec pour élément principal un mur en quart de cercle, de six pieds de rayon, édifié par John Bird, constructeur alors célèbre, à côté d’autres instruments de pointe. Une autre initiative de Juan fut d’obtenir que Louis Godin, qui avait séjourné à Lima comme cosmographe et y avait été professeur titulaire de la chaire de mathématiques, fût recruté au titre de nouveau directeur de l’Académie, ce qui fut chose faite dès 1747, encore que Godin retardât jusqu’en 1753 son incorporation dans l’institution.
L’autre projet de Juan était de mener une approche et un examen rationnels de la construction des navires, ce qui déboucha sur la formulation d’un nouveau concept pour la construction navale espagnole. Dans ce domaine justement, Juan s’était approprié de bonnes connaissances en côtoyant lors de l’expédition géodésique l’ingénieur constructeur Pierre Bouguer, et à Londres Richard Rooth, lui aussi ingénieur naval et l’un de ces spécialistes qui passèrent en Espagne. Schématiquement, Juan avait observé que les vaisseaux anglais n’étaient pas très rapides et se révélaient d’un maniement malaisé, à cause de leurs proportions et de leur artillerie excessive, alors que les vaisseaux français, munis d’un armement plus restreint, répondaient à un format où primait la vélocité ; Juan fit le pari d’un concept intermédiaire entre les deux, mais mis en œuvre sous la direction de techniciens anglais — d’où le nom de « système anglais » qui a pu parfois lui être donné.

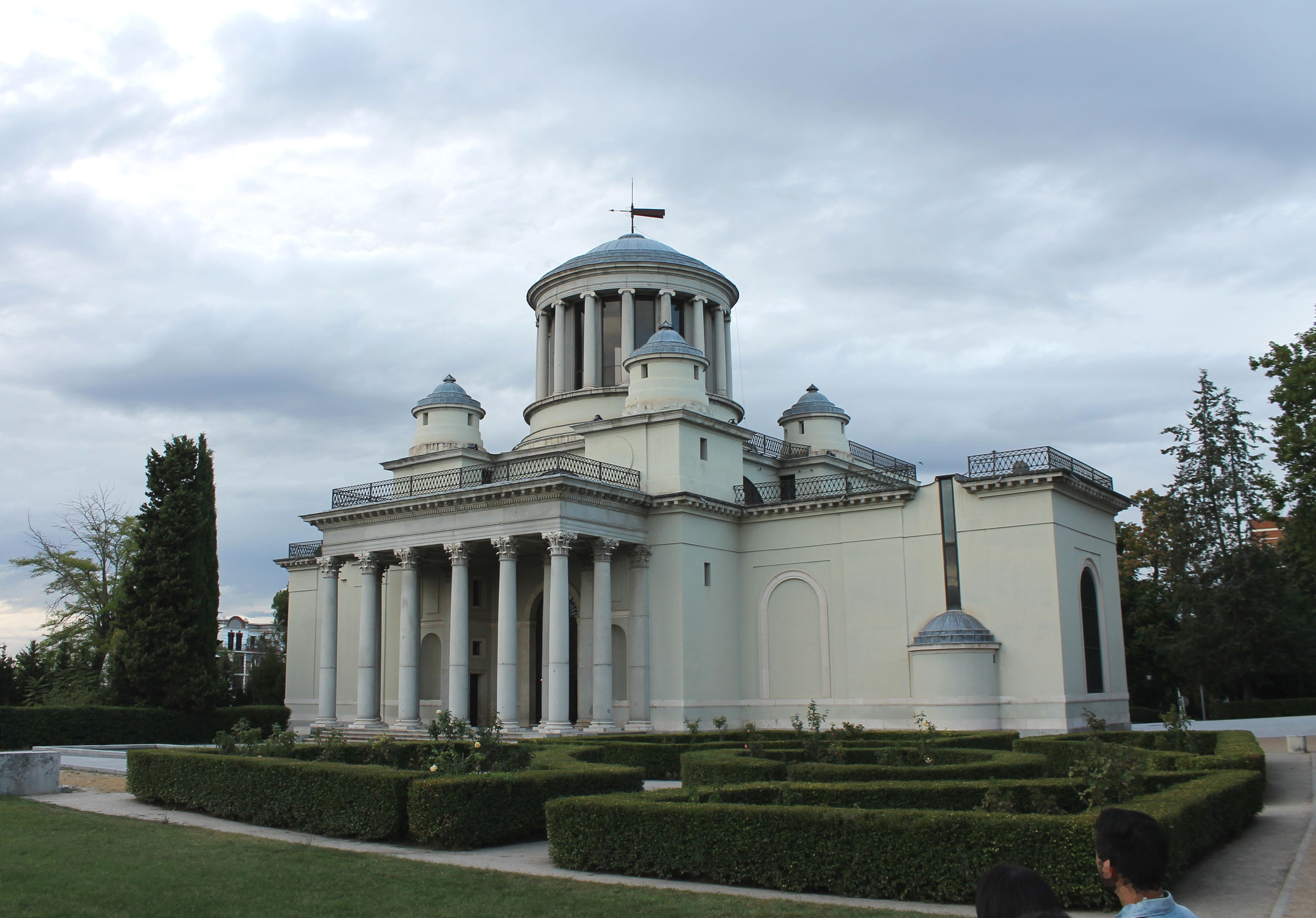
Observatoire royal de Madrid.

Cependant les intrigues à la cour provoquèrent à l’été 1754 la chute et le bannissement du marquis de la Ensenada, par suite notamment des menées de l’ambassadeur de Grande-Bretagne à Madrid, Benjamin Keene. La disgrâce d’Ensenada entraîna une perte d’influence pour Juan, qui, quand même on continuera à faire appel à lui pour rédiger des rapports et diriger les commissions les plus diverses, et qu’il sera en outre promu chef d'escadre en 1760, verra ses initiatives antérieures frustrées et son système de construction navale finalement être supplanté par le système dit français —  moins avancé, mais défendu avec ardeur par les nouveaux ministres, en particulier par Julián de Arriaga, secrétaire à la Marine —, qui sera institué en Espagne à travers l’embauche de l’ingénieur François Gautier, placé à la tête du Corps des ingénieurs de marine fondé en 1770.
D’autres projets conçus à cette époque par Juan tarderont encore davantage à se réaliser. L’un d’eux était le dressement d’une carte d’Espagne au moyen d’une série de triangulations géodésiques, en vue de quoi il rédigea vers 1751 des instructions détaillées, qui prévoyaient notamment la mise en place de vingt groupes de travail composés chacun d’un directeur, de deux assistants et de quatre commis ; mais l’exécution de ce projet sera repoussée jusqu’au siècle suivant.
Entre 1751 et 1754, il fut actif à Ferrol où, de concert avec l’ingénieur militaire Francisco Llobet, il projeta et aménagea l’arsenal, et peu après dessina les premiers plans de ce qui deviendra le quartier de la Magdalena, projet dont Llobet prendra ensuite le relais.

### Autres fonctions officielles et dernières années
Entre-temps, la santé de Jorge Juan se détériorait. Selon ce que rapporta son secrétaire, Miguel Sanz, il fut frappé de deux attaques « qui le mirent aux portes de la mort, la seconde lui laissant des séquelles sous la forme d’une paralysie des mains, dont il ne se rétablit jamais ». Ainsi dut-il en 1761 demander son congé pour récupérer en prenant des eaux à Busot, à une vingtaine de kilomètres d’Alicante, puis, plusieurs années plus tard, en 1768, à Trillo, dans l’Alcarria.
En 1766, il se rendit à Gênes pour y négocier la construction d’un navire dans ses chantiers navals. L’année suivante, en 1767, il fut nommé ambassadeur extraordinaire de Charles III au Maroc pour une mission difficile. Il partit le 15 février 1767 en compagnie de Sidi-Hamet-el-Garcel, ambassadeur du Maroc, avec des présents à l’intention du souverain musulman et avec des consignes concrètes concernant sa mission. Il fit un séjour de plus de six mois dans ce pays, y menant plusieurs pourparlers, notamment sur l’obtention de concessions de pêche. Il réussit à conclure avec le Maroc un premier traité de 19 articles, qui faisait droit à toutes les revendications importantes de la Couronne espagnole. Il parvint par ailleurs à recueillir des informations secrètes et de grand intérêt pour le monarque. Juan consigna tous les détails et particularités de son voyage dans un journal manuscrit.
Dans ses dernières années, il élabora le plan pour une expédition chargée de réaliser le calcul de la parallaxe du soleil, c’est-à-dire de mesurer avec exactitude sa distance à la Terre. Le phénomène astronomique susceptible de contribuer le plus à la solution de ce problème était le passage de Vénus par le disque solaire. Aussi une expédition dirigée par Vicente Doz y Funes quitta Cadix en 1769 et le 3 juin mesura, depuis le littoral de Californie, ledit phénomène astronomique. Les résultats des différentes mesures étaient parfaits et mirent un terme au problème de la détermination exacte de l’échelle du système solaire,.
Le 24 mai 1770, Juan fut nommé directeur du Séminaire des nobles de Madrid, établissement d’enseignement sous la tutelle de la Compagnie de Jésus et destiné à la jeune noblesse, où Juan succéda au maréchal des camps Eugenio Fernández de Alvarado. Juan eut pour mission de réorganiser les enseignements, pour lesquels on manquait de professeurs. De cette ultime phase de sa vie date ce qui fut sans doute son dernier projet, à savoir le recours à une machine à vapeur pour actionner les pompes à chapelet des bassins de radoub de l’arsenal de Carthagène, jusque-là manœuvrées par des forçats ; le plan et l’installation de cette machine seront accomplis par son collaborateur, l’ingénieur militaire et architecte Julián Sánchez Bort.
Depuis ses douze ans, Juan était étroitement lié à l’ordre des chevaliers de Malte, par le fait de son oncle, qui y occupait l’une des plus hautes charges. Jorge Juan sera finalement fait commandeur d’Aliaga de cet ordre.
À sa mort, ses restes furent inhumés dans le Panthéon des marins illustres à San Fernando près de Cadix, le 2 mai 1860. Jorge Juan était resté célibataire et n’eut pas de descendance.

## Expédition géodésique au Pérou avec La Condamine
En 1734, Philippe V reçut de la part de son cousin, le roi de France Louis XV, la requête d’autoriser une expédition de l’Académie royale des sciences de Paris à voguer vers Quito, dans la vice-royauté du Pérou, pour y mesurer un arc de méridien et calculer la valeur d’un degré terrestre, en vue de comparer cette valeur à d’autres mesures, notamment celles obtenues par Maupertuis en Laponie, ce qui devait permettre de déterminer avec exactitude la forme (non parfaitement sphérique) de la Terre. Ce problème, qui se posait déjà dans la Grèce antique, avait pris au XVIIIe siècle l’allure d’une âpre polémique, qui dura près d’un siècle et portait sur la question de savoir si la terre avait une forme oblongue (suivant l’axe des pôles), ainsi que l’affirmaient des savants comme notamment Cassini, par ailleurs partisans du mécanicisme cartésien, ou aplatie, comme l’affirmaient Maupertuis et d’autres savants, tels que Newton, Halley et Huygens, en s’appuyant sur la théorie de la gravitation universelle (la pesanteur des corps était moindre sous l’équateur), et sur les expériences du pendule (qui n’oscillait pas avec la même fréquence sur différents points du globe). L’expédition, dont faisaient partie Louis Godin, Pierre Bouguer et Charles Marie de La Condamine, devait mettre fin à la polémique et allait donner raison aux derniers nommés.
Philippe V était un admirateur des savants français et voulut participer à l’entreprise. Par un Real Orden du 20 août 1734, il donna ordre de choisir deux officiers espagnols parmi les plus habiles, qui devaient accompagner et assister les scientifiques français dans toutes les opérations de mesure, et assuma une moitié des dépenses de l’expédition. Étonnamment, ce sont deux jeunes gardes-marines, Jorge Juan et Antonio de Ulloa y de la Torre-Guiral, respectivement âgés de seulement 21 et 19 ans, qui furent choisis, et puisqu’ils n’avaient encore aucun grade militaire, on les éleva directement au grade de lieutenant de vaisseau. Jorge Juan figurerait dans l’expédition comme mathématicien, Antonio de Ulloa comme naturaliste.
Ils appareillèrent de Cadix le 26 mai 1735 en compagnie de José Antonio de Mendoza Caamaño, marquis de Villagarcía de Arosa, qui venait d’être nommé vice-roi du Pérou — Jorge Juan à bord du navire El Conquistador, et Ulloa à bord de la frégate Incendio. Ils atteignirent Carthagène des Indes le 7 juillet, mais les expéditionnaires français n’arriveront pas avant le 15 novembre, et c’est ensemble qu’ils feront alors route vers Quito en passant par Guayaquil.
La mesure du degré de méridien se prolongea de 1736 jusqu’à 1744. Le système retenu consistait en une série de triangulations qui nécessitaient de placer des signaux en des points ou sur des bases choisis, tant dans la plaine que sur des sommets de 5000 mètres d’altitude. Les villes de Quito et de Cuenca représentaient les extrémités de la triangulation ; entre ces deux villes, une double chaîne de montagnes parallèle facilitait le choix de cimes de part et d’autre de la grande vallée que les sépare. Il fut convenu de se séparer en deux groupes, Godin avec Juan, La Condamine et Bouguer avec Ulloa ; les deux groupes effectueraient les mesures en sens contraire, dans le but de vérifier leur exactitude. L’unité de mesure employée était la toise, équivalant à 7 pieds de Burgos ou 1,98 mètre. Après plusieurs vérifications, il fallut compléter ces observations physiques par des observations astronomiques.

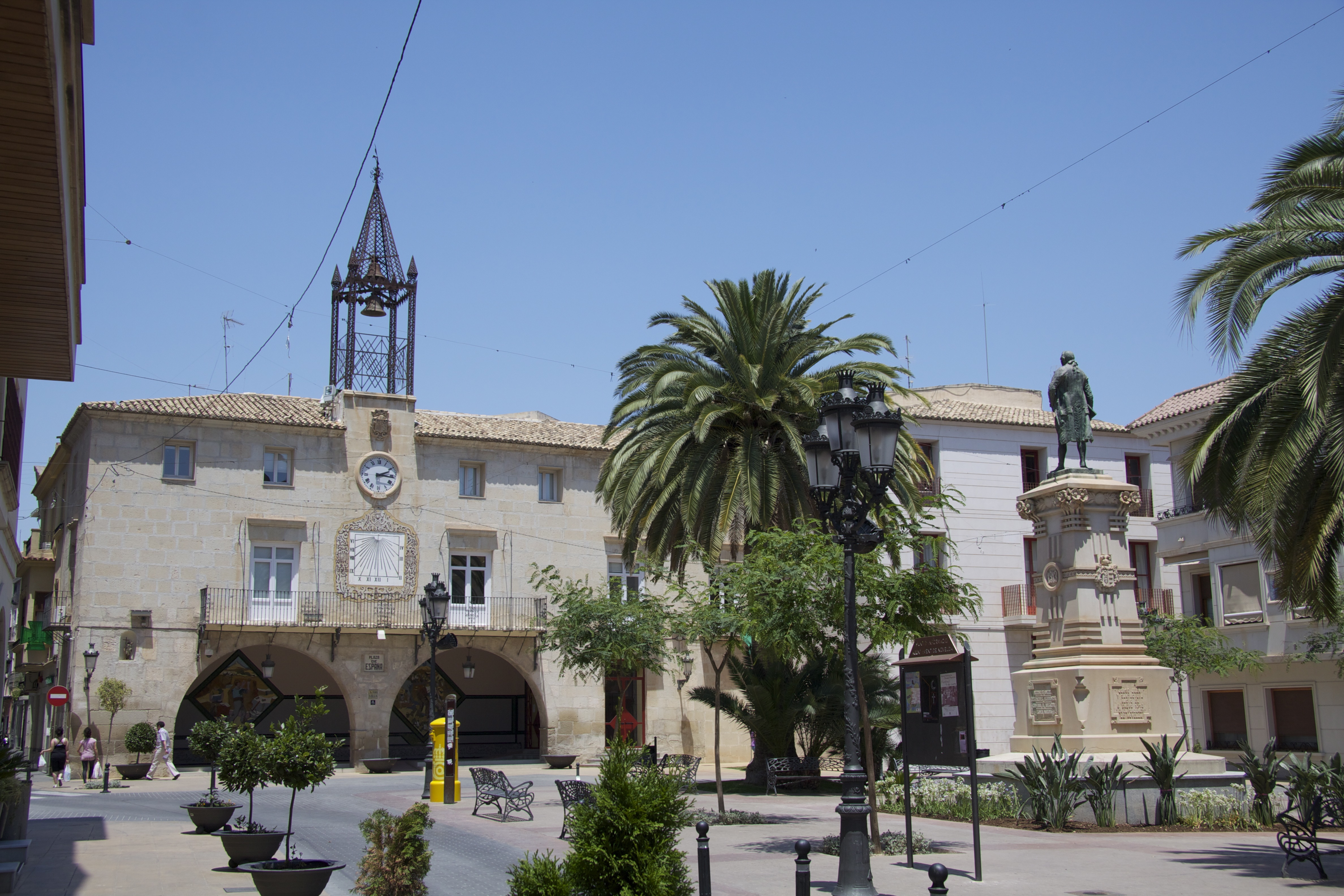
Statue de Jorge Juan (à droite) sur la Plaza de España de Novelda, face à l’hôtel de ville.

Juan établit à 56 767 788 toises la valeur du degré de méridien contigu à l’équateur, par un calcul qui s’avérera être, de tous ceux réalisés au cours de l’expédition, le plus proche du réel. Sur la base de cette mesure, cinquante ans plus tard, le mètre viendra à être adopté comme la nouvelle unité de mesure, et dans la foulée le système métrique décimal sera adopté universellement.
En 1748, Ulloa décrivit dans sa Relación Histórica del Viaje a la América meridional les nombreuses difficultés et souffrances qu’il leur fallut endurer. Par trois fois, sur ordre du vice-roi de Lima, ils durent interrompre leur travail et parcourir le long trajet de Quito à Guayaquil, afin de pouvoir résoudre des questions en rapport avec la défense maritime de la vice-royauté sur ses côtes et places fortes, en vue de les fortifier contre d’éventuelles attaques anglaises.
Enfin, au bout de neuf années, les expéditionnaires espagnols s’en retournèrent en Europe, mais à bord de navires différents, afin d’assurer qu’au moins un des exemplaires de leurs notes et calculs arrive à destination. Ainsi, le 22 octobre 1744, ils s’embarquèrent dans le port de Callao séparément à bord des frégates françaises Lys et Délivrance. Jorge Juan arriva sans encombre à Brest avec le Lys le 31 octobre 1745. De là, il se dirigea vers Paris pour échanger ses impressions sur son travail et confronter quelques particularités observées par lui et par Godin lors de leurs observations astronomiques, et fit la rencontre des illustres astronomes Marian, Clairaut et La Caille, auteurs des formules qu’il avait été amené à utiliser si souvent. Il fit la connaissance de Réaumur, inventeur du thermomètre, et d’autres scientifiques célèbres qui, de concert avec La Condamine et Pierre Bouguer, qui avaient entre-temps repris leurs activités, l’acceptèrent au titre de membre correspondant de l’Académie royale des sciences. Plus tard, il sera aussi, comme Ulloa avant lui, élu membre de la Royal Society de Londres, puis de l’Académie royale des sciences de Prusse à Berlin,. 
Antonio de Ulloa eut quant à lui plus de difficultés. Sa frégate ayant été arraisonnée par les Anglais, qui avaient déclaré la guerre à la France durant la traversée, force lui fut de jeter à la mer la documentation compromettante, non cependant ce qui avait trait à la mesure du degré de méridien, à ses observations physiques et astronomiques, et à ses notes historiques. Il fut emmené prisonnier près de Portsmouth, mais sa qualité de membre de l’expédition valut à Ulloa un traitement des plus courtois et une affiliation à la Royal Society. Dans ses études géologiques, il fut le premier à postuler le platine comme un minéral distinct de l’argent et de l’or.
À leur retour à Madrid, Philippe V était décédé et les expéditionnaires furent accueillis avec indifférence au ministère de la Marine et au secrétariat d’État. Jorge Juan envisagea même de se destiner à l’ordre de Malte, mais le général de la marine Pizarro, vieil ami du Chili, les présenta au marquis de la Ensenada, qui vit en eux les personnes tout indiquées pour développer sa politique navale et d’armements. Dès cet instant commença pour Juan une féconde période de travail et s’instaura entre lui et le marquis une relation d’amitié, qui allait durer tout leur vie et persistera inaltérée y compris après la chute de ce dernier.
Ferdinand VI, acceptant de bon gré le choix d’Ensenada, les nomma capitaines de frégate, mais était plus particulièrement intéressé par le rapport Memorias secretas, c’est-à-dire la partie réservée de la mission qui les avait conduits en Équateur, qui traitait en effet de la situation politique de ces provinces, Mémoires du reste rédigées avec une maturité et un esprit libéral surprenants étant donné le jeune âge de leurs auteurs. D’autre part, Ensenada décida de publier les Observaciones (titre complet : Observaciones astronómicas, y Physicas, hechas de orden de S. M. en los reynos del Perú, soit littéralement : Observations astronomiques et physiques, faites sur ordre de S. M. dans les royaumes du Pérou), où se trouvaient consignés les résultats scientifiques, ainsi que les quatre volumes de la Relación histórica del viaje a la América meridional, qui parurent en 1748 dans un tirage de 900 exemplaires (à noter que l’édition française de l’ouvrage de La Condamine ne paraîtra que vers 1751). Le livre Disertación Histórica y Geográfica sobre el Meridiano de Demarcación entre los dominios de España y Portugal, de la main d’Ulloa et de Juan, publié en 1749, permit, grâce aux connaissances acquises pendant leur voyage en Amérique et à la détermination des dimensions de la terre, de trancher enfin scientifiquement la question de la localisation précise du méridien que le pape Alexandre VI avait indiqué comme ligne de démarcation entre les territoires découverts par ces deux pays — Espagne et Portugal —, question restée en suspens depuis le traité de Tordesillas.
Les Observaciones, rédigées essentiellement par Juan, suscitèrent des controverses, leurs auteurs acceptant comme évident le système de Copernic, qui faisait toujours l’objet de rejet à Rome, en conséquence de quoi les auteurs se virent obligés de qualifier le système copernicien d’« hypothèse fausse ». Cependant, le père Burriel, jésuite, défendit l’ouvrage, et au surplus, Juan désavoua sa déclaration dans le préambule intitulé Estado de la astronomía en Europa et placé en tête de la deuxième édition des Observaciones, qui vit le jour en 1773, année de son décès.

## Réforme de la marine espagnole

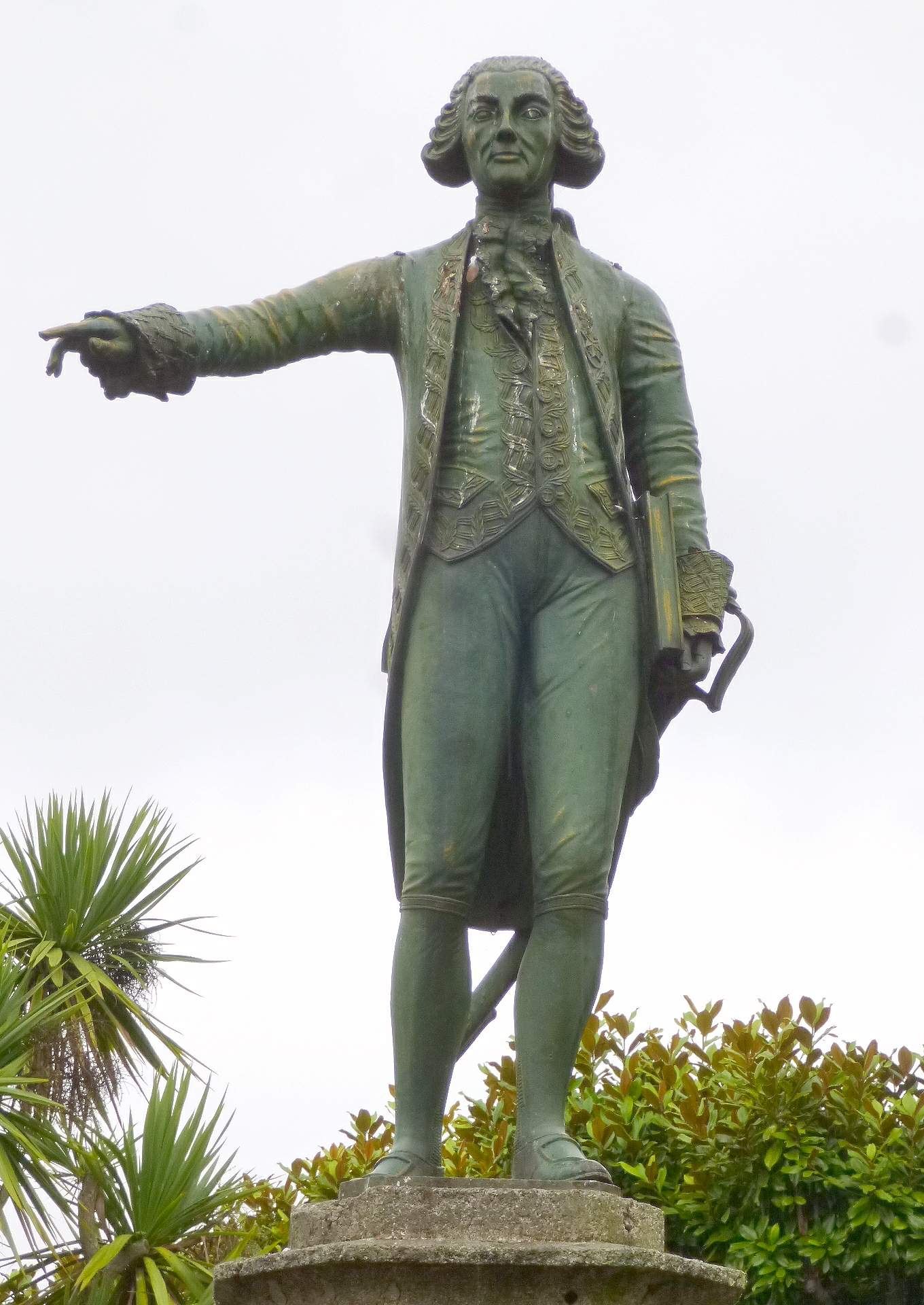
Monument à Jorge Juan à Ferrol, dans la province de La Corogne.

En mars 1749, Jorge Juan fut envoyé à Londres sous un faux nom et chargé de plusieurs missions secrètes, à l’instigation du marquis de la Ensenada, qui en vue de son plan de réforme de la marine avait besoin de renseignements concernant tout ce qui touchait à la construction navale et voulait attirer en Espagne des experts en navires, voiles, cordages, etc. Les missives de Juan adressées à Ensenada étaient cryptées. Cette activité secrète d’espionnage industriel n’empêcha pas Jorge Juan d’être admis, à peine était-il arrivé le 6 avril, à titre de membre de la Royal Society de Londres, de la même manière qu’Ulloa avant lui. Au bout de 18 mois, il dut s’esquiver et gagner la côte française déguisé en marin, non sans avoir auparavant réussi à emporter vers l’Espagne une cinquantaine de techniciens navals.
Élevé au grade de capitaine de vaisseau, Juan connut ensuite une carrière imparable à partir de 1750, c’est-à-dire après qu’Ensenada se fut avisé combien il pouvait être utile à ses desseins. Au XVIIIe siècle, le transport maritime et la défense navale étaient des facteurs décisifs ; le pays disposant des meilleurs navires était celui qui dominait. Conscients du retard de l’Espagne, Juan et Ensenada allaient centrer leurs efforts sur ce secteur de pointe. Juan cependant, désillusionné quant au système de construction navale anglais, conçut à son retour de Londres un nouveau plan naval pour l’Espagne qui, approuvé en 1752, fut mis en œuvre dans les chantiers navals de Carthagène, Cadix, Ferrol et La Havane, en particulier par la création d’arsenaux et la construction de cales sèches à Ferrol et à Carthagène, pour lesquels on eut recours aux services de constructeurs comme Bryant et Tournel. On y travaillait désormais d’après des conceptions industrielles modernes de division du travail, tant dans les bassins de radoub que dans les chantiers navals, les fourneaux, les fabriques de cordages et de toiles, etc. C’est selon ces normes que furent construits des vaisseaux tels que l’Aquilón et l’Oriente.
En 1752, Juan fut nommé directeur de l’Académie de gardes-marines, fonction de haute responsabilité, et à ce titre introduisit dans l’établissement les enseignements les plus avancés de l’époque, s’assurant les services de professeurs compétents et refoulant ceux qu’il estimait incapables. Il fonda l’Observatoire astronomique de Cadix, l’équipa des meilleurs appareils de l’époque, et entretenait une correspondance sur ses observations avec les Académies de Paris, de Berlin et de Londres.
À Cadix, il eut tout le loisir de s’adonner aux nouvelles études et effectua, par des calculs mathématiques, des expériences sur la manière de construire des navires légers et véloces, mais néanmoins sûrs. Les directives qu’il édicta tendaient à construire le navire en optimalisant la quantité de bois et de ferrage. Il étudia également la force de la mer et du vent, et construisit des modèles de navire qu’il faisait balancer pour en comparer les différentes résistances, et éprouvant avec des cerfs-volants l’action du vent sur les voiles. Ces études cependant finirent par transpirer au-dehors, à telle enseigne qu’en 1753, l’amiral Richard Howe vint s’en rendre compte personnellement, et fut surpris de la vitesse et de la manœuvrabilité des navires espagnols. Juan supervisait la construction des cales sèches et organisa les arsenaux, s’occupait de l’abattage des arbres pour l’obtention de bois d’œuvre, se pencha sur les problèmes survenant dans les mines d’Almadén et de Linares, s’occupait des canaux d’irrigation de Murcie et d’Aragon, et surveillait la fabrique de canons de Santander, et jeta par ailleurs les bases d’une cartographie moderne de l’Espagne. En juin 1754, le roi le désigna ministre du Comité général du Commerce et de la Monnaie.
Jorge Juan fonda à Cadix l’Asamblea amistoso-literaria (littér. Assemblée amicale littéraire, le mot littéraire étant à prendre au sens de littérature scientifique), qui se réunissait les jeudis dans son logis et où on lisait et commentait des mémoires scientifiques. Ce cénacle, qui se voulait l’embryon d’une future Académie des sciences, était fréquenté par une douzaine de membres érudits, comme Louis Godin, José Aranda, Gerardo Henay, Diego Porcel, José Infante, Francisco Canivell y Vila, José Nájera, Francisco Iglesias, Pedro Virgili et José Carbonell. Toutefois, l’on échoua alors à créer une académie nationale des sciences, pour laquelle pourtant Juan avait rédigé, sur le modèle français et en collaboration avec Godin et Carbonell, un règlement en 1752.
C’est en dissertant au sein de l’Assemblée à propos d’astronomie, d’artillerie, de navigation et de construction que Juan eut l’idée d’écrire sa grande œuvre, Examen Marítimo, qui allait paraître à Madrid 14 ans plus tard, en 1771. Cet ouvrage, bientôt traduit et diffusé à travers l’Europe entière, deviendra la pierre d’angle de la théorie de la construction navale, la première à être conçue sur la base de calculs mathématiques. Y sont analysées la dynamique du navire, sa stabilité, sa relation avec la poussée des vagues, les forces auxquelles est soumis le gréement, etc., en s’appuyant sur l’expérimentation.
Cependant, après la chute d’Ensenada et pour motifs politiques, le modèle de construction navale mis en place par Juan fut progressivement remplacé par le modèle français, et les projets visant à rattraper le retard naval de l’Espagne restèrent au point mort. Peu avant de mourir, Jorge Juan adressa à ce sujet une âpre lettre à Charles III, lui reprochant sa soumission aveugle au modèle naval français, et prédisant de graves pertes pour l’Espagne, ainsi que cela se produira à Trafalgar 32 ans après, lorsque les lestes vaisseaux anglais, sans doute inspirés des recherches de Juan, mirent en échec la pesante et vétuste flotte hispano-française.

## Refonte de la formation d’officier de marine

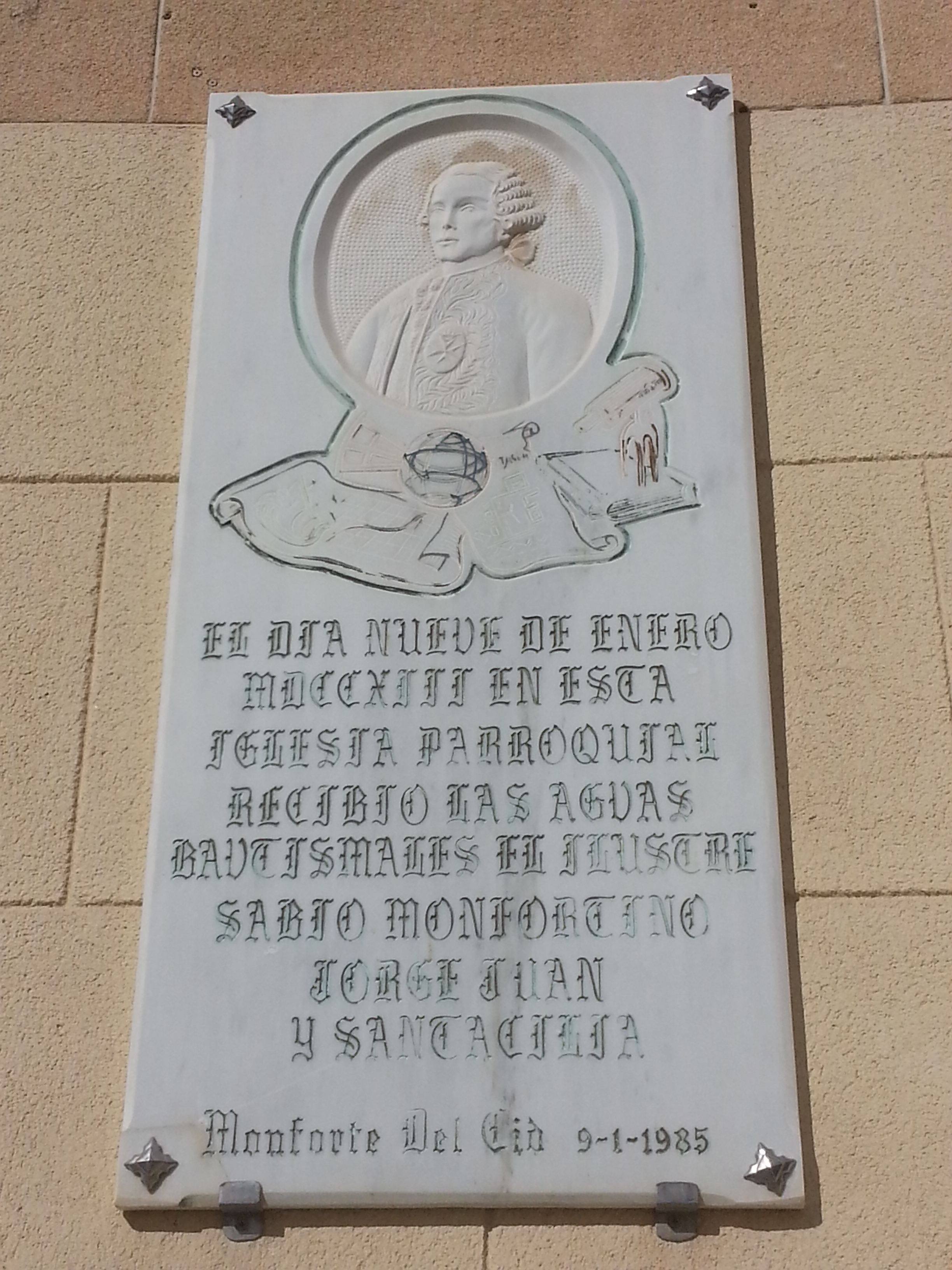
Plaque commémorative du baptême de Jorge Juan apposée sur la façade principale de l’église Notre-Dame-des Neiges de Monforte del Cid.

Juan, devenu titulaire du poste de capitaine commandant de la Compagnie de gardes-marines le 13 septembre 1751, entreprit de rénover tant le corps professoral de l’Académie que le programme d’études. Dans ce dernier objectif, il fit acquisition d’une presse à imprimer et prescrivit l’utilisation de manuels scolaires, en lieu et place de la dictée ex cathedra et des notes de cours. En 1757, il publia son Compendio de Navegación à l’usage des Chevaliers gardes-marines, ouvrage qui, au même titre que son important devancier, les Lecciones náuticas, publiées à Bilbao en 1756 par le professeur de navigation Miguel Archer (1689-1752), représente un tournant dans le domaine des traités espagnols de science nautique. À l’opposé des ouvrages antérieurs, qui donnaient au pilote un ensemble de préceptes à appliquer pour déterminer la position du navire et la consigner dans le livre de bord, Juan prescrivait un traitement mathématique rigoureux de cette question, et par là même permit la rationalisation définitive d’une compétence nautique qui jusque-là avait été exercée d’une façon plus ou moins routinière. Dans le contenu du livre de Juan, on relève en particulier l’étude des erreurs (et de leur ajustement) commises lors du maniement de l’octant, alors usuel, et ancêtre direct de l’actuel sextant, introduit par John Hadley en 1731, et dont la première description en espagnol parut dans la Relación histórica.
La mise en œuvre de ces changements dans le mode d’enseignement de l’Académie représentait une innovation dans la marine espagnole qui ne s’implanta pas sans quelques résistances. D’une part, la réforme impliquait un durcissement des études ; d’autre part, l’avènement d’un nouveau modèle d’officier de marine très versé dans les fondements de la navigation et dont la formation en ces matières était voulue supérieure à celles des pilotes eux-mêmes, eut pour conséquence que la position de ces derniers à bord des navires serait subordonnée aux premiers. Les programmes d’études prévoyaient un cycle élémentaire, destiné à dispenser une instruction de base, et un cycle supérieur, auquel n’auraient accès que les élèves les plus avancés, et où l’on transmettrait des connaissances spécialisées en mathématiques, en astronomie, en mécanique, en fortification et en construction navale. Cependant, la nécessité d’augmenter le nombre d’officiers, en raison de la quantité croissante de vaisseaux que l’on était occupé à construire dans ces années-là, entraîna à l’inverse l’assouplissement du programme d’études. Alors que Juan était déjà décédé, son projet visant à former des « officiers scientifiques » s’était finalement révélé nécessaire et fut donc relancé avec l’établissement en 1783 d’un Cours d’études majeures (Curso de Estudios Mayores), à l’intention de quelques officiers sélectionnés.

## Œuvre écrite
- Compendio de navegación (1757)

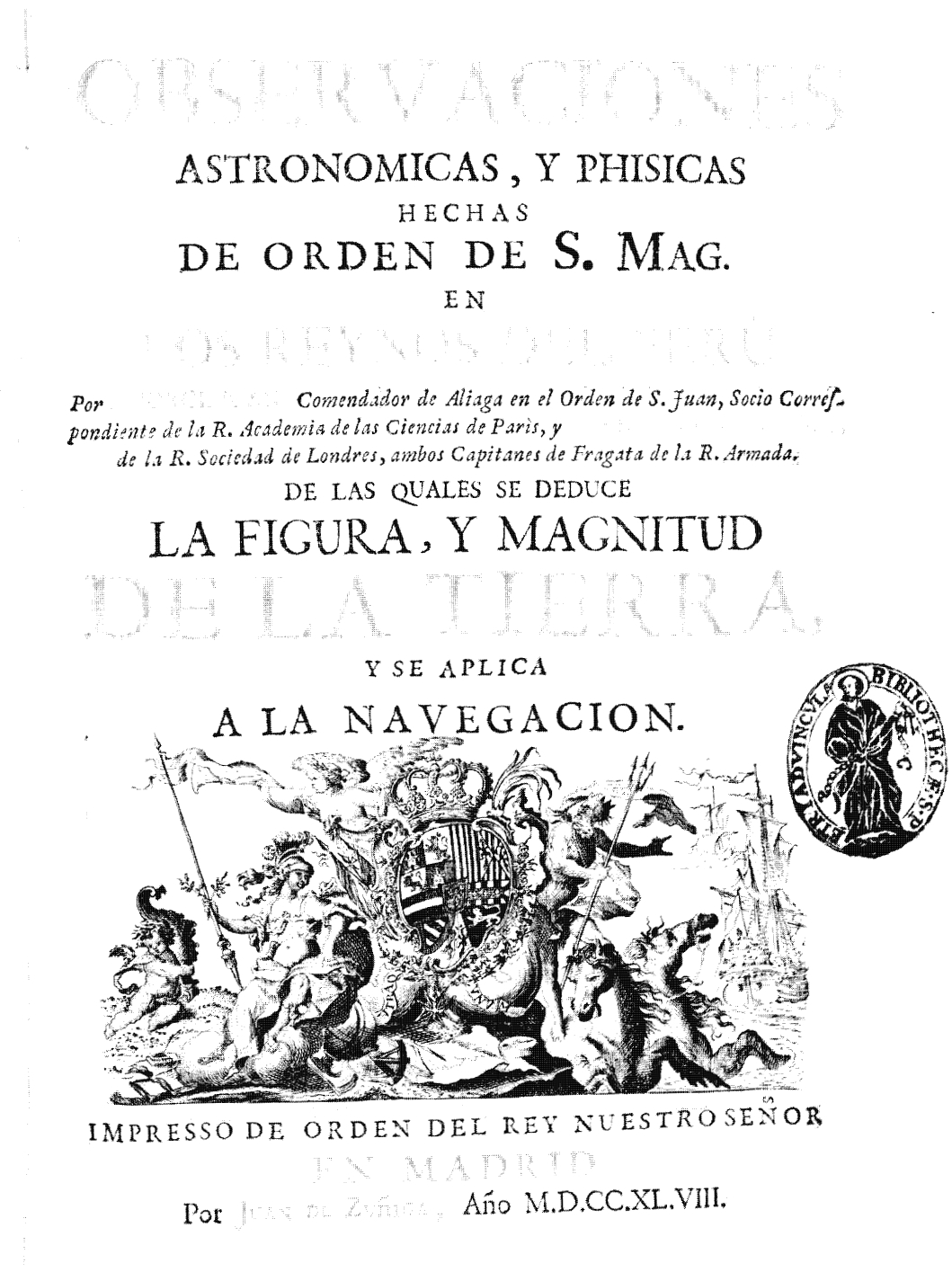
Observaciones astronomicas y phisicas (1748)

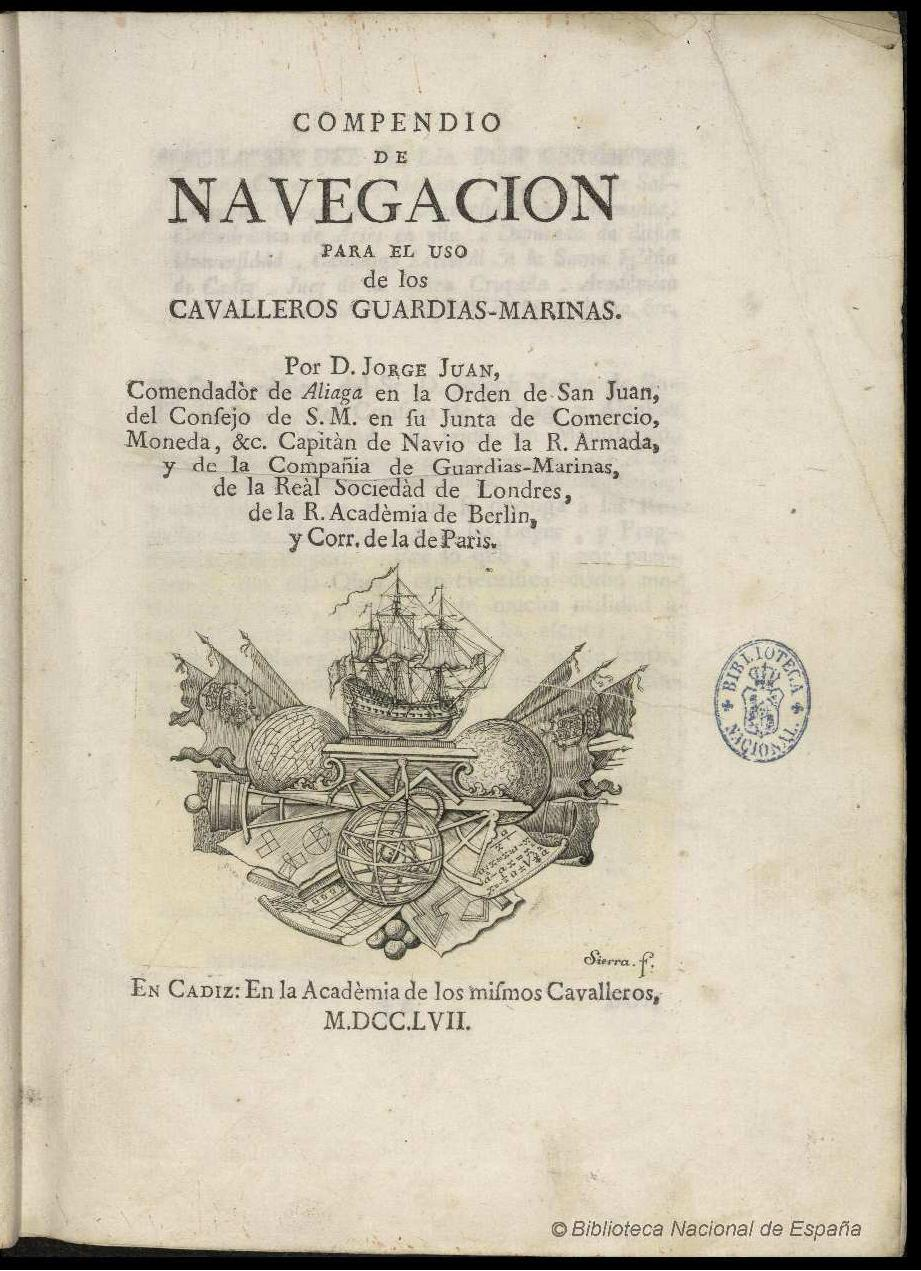
Page de titre de Compendio de navegación (1757).

- Examen marítimo teórico-práctico (1771)
- Estado de la astronomía en Europa (1774)

Parmi les ouvrages de Juan mérite mention en particulier son Examen Marítimo, paru en 1771, dont on ne saurait surestimer l’importance dans l’histoire de la science espagnole. En principe, il s’agit dans ce livre de transposer à la construction et à la manœuvre des navires les lois de la mécanique rationnelle telles qu’elles prévalaient à l’époque ; cependant l’ouvrage de Juan comprend une bonne part d’éléments originaux et innovants. Se divisant en deux tomes, le livre consacre le premier à exposer les principes de la mécanique (tant leur application aux machines, que les principes de la mécanique des fluides), tandis que le deuxième tome est voué à l’étude du navire à proprement parler, ce en quoi le livre de Juan avait pour prédécesseurs les illustres ouvrages de Pierre Bouguer de 1746 et de Leonhard Euler de 1749. Juan avait commencé ses recherches cette même année 1749, réalisa par la suite des expériences avec des cerfs-volants et des modèles de navire dans la baie de Cadix, et termina la rédaction de son ouvrage pendant qu’il dirigeait déjà le Séminaire des nobles de Madrid. Dans le Livre I, on note plus particulièrement les chapitres consacrés aux chocs, au frottement et à la théorie des machines. En ce qui concerne les chocs, Juan considérait la dureté parfaite des corps comme une limite inatteignable, réconciliant ainsi les différents points de vue qui avaient été soutenus jusque-là, et influençant la manière dont cet aspect sera traité par des auteurs ultérieurs, comme Gaspard de Prony. Quant à la friction, il exposa une théorie qu’il confronta à celles de ses prédécesseurs Amontons, Bilfinger et Euler. Dans le Livre II du premier tome, consacré à la mécanique des fluides, il est à l’origine de plusieurs apports nouveaux, comme l’examen du problème de la formation des ondes produites par le mouvement de la coque, et défendait, face à d’autres théories de l’époque, que la force de résistance opposée par un fluide au mouvement d’un corps qui s’y trouve plongé est une fonction de la vitesse, et dépend en plus de la racine carrée du tirant d'eau, et non, comme on le pensait alors, de son carré. Dans l’étude du navire, une nouveauté importante est l’idée que celui-ci se comporte sous le poids de la cargaison comme une poutre, et que c’est en considération de cela que la résistance structurelle du vaisseau doit se calculer. Examen Marítimo, traduit en français et doté d’annotations par P. Lévêque, fut édité à Nantes en 1783, puis réédité dans cette traduction en 1792. Gabriel Císcar donna en 1793 une réédition du tome premier, annotée par ses soins, qui fut à son tour traduite en italien par Simone Stratico, avec des annotations de sa main,.

### En collaboration avec Antonio de Ulloa
- Plan del camino de Quito al río Esmeraldas, según las observaciones astronómicas de Jorge Juan y Antonio de Ulloa (1736-1742)
- Observaciones astronómicas y físicas hechas en los Reinos del Perú (Madrid, 1748)
- Relación histórica del viaje hecho de orden de su Majestad a la América Meridional (Madrid, 1748)
- Disertación Histórica y Geográfica sobre el Meridiano de Demarcación entre los dominios de España y Portugal (1749)
- Noticias Secretas de América, sobre el estado naval, militar y político del Perú y provincia de Quito (1748, publié à Londres en 1826), mais dont la publication fut interdite par le gouvernement espagnol.

## Titres et hommages

Buste de Jorge Juan sur l’emplacement Ciudad Mitad del Mundo, dans la province de Pichincha, en Équateur.

- Chef d’escadre de la Marine royale espagnole.
- Capitaine de la Compagnie de chevaliers gardes-marines.
- Directeur du Séminaire royal des nobles à Madrid.
- Conseiller de S. M. au sein de la commission du Commerce et de la Monnaie.
- Ambassadeur du roi d’Espagne à la cour du Maroc.
- Consiliaire de l’académie royale San Fernando.
- Membre correspondant de l’Académie royale des sciences de Paris.
- Membre de la Royal Society.
- Membre de Académie royale des sciences de Prusse à Berlin.

### Inscription sur la pierre funéraire dédiée à Jorge Juan
« Excellentissime seigneur don Jorge Juan y Santacilia, natif de Novelda, dans le royaume de Valence, Chevalier de l’ordre de Malte, Commandant de la marine, Capitaine des gardes-marines et Directeur de leur École, Recteur du Séminaire royal des Nobles de Madrid, qui après avoir dominé la mer par des navires d’un type et d’une construction nouveaux, explorant l’Afrique comme Ambassadeur au Maroc, parcourant l’Amérique pour lever le plan de la Terre et l’Europe pour mener des recherches littéraires, avec lesquelles il illustra ses Académies, telles que celle espagnole de San Fernando, celle française, celle anglaise et celle prussienne, remit au Seigneur la vie que de Celui-ci il avait reçue, et qu’il ennoblit par sa piété et ses bonnes mœurs, à l’âge de soixante années, à Madrid, le 21 juin de l’an du Seigneur 1773. Ses éplorés frère et sœur Bernardo et Margarita veillèrent à ce que soit placé et élevé un monument, avec le consentement de l’Illustrissime don Juan Zapata, marquis de San Miguel de Gros, patron de la chapelle. »

— (Traduction du texte original en latin sur la pierre funéraire de Jorge Juan y Santacilia)

### Autres hommages
Son effigie figurait autrefois au revers des anciens billets de banque de 10 000 pesetas. La municipalité de Ferrol fit installer près du Palais de la capitainerie une statue qui lui est dédiée. Plusieurs rues et places ont été baptisées de son nom, notamment : la calle de Jorge Juan, dans le district de Salamanca de la ville de Madrid ; une rue dans la ville de Valence, dans la première couronne d’expansion ; une place proche du port dans la ville de Denia, dans la province d'Alicante ; une des rues les importantes d’Alicante, celle qui relie l’hôtel de ville à la basilique Sainte-Marie. Une école secondaire de cette même ville a été nommée Jorge Juan en son honneur. Un destroyer de la classe Churruca de la marine espagnole, qui navigua de 1837 à 1959, portait le nom de Jorge Juan (JJ).
En 1974, l’Espagne a publié un timbre en hommage à Jorge Juan,